# Župnija Nova Gorica – Kapela

Župnija Nova Gorica – Kapela je rimskokatoliška teritorialna župnija Dekanije Nova Gorica v škofiji Koper.

## Sakralni objekti
- župnijska cerkev
- podružnica
- podružnica